# Thomas Jungblut
Thomas Jungblut es un deportista alemán que compitió en vela en la clase Soling. Ganó una medalla de bronce en el Campeonato Europeo de Soling de 1986.

## Palmarés internacional
| \| Campeonato Europeo \| Campeonato Europeo \| Campeonato Europeo \| Campeonato Europeo \| \| Año \| Lugar \| Medalla \| Clase \| \| ------------------ \| ------------------ \| ------------------ \| ------------------ \| \| 1986 \| Warnemünde (RDA) \| Medalla de bronce \| Soling \| |                  |                   |        |
| Campeonato Europeo |                  |                   |        |
| Año | Lugar            | Medalla           | Clase  |
| 1986 | Warnemünde (RDA) | Medalla de bronce | Soling |